# Sportul în Armenia
O mare varietate de sporturi sunt practicate în Armenia. Fotbalul este cel mai popular sport. Alte sporturi populare sunt wrestlingul, halterele, judoul, șahul și boxul, sporturi la care a obținut performanțe notabile la nivel internațional. Relieful muntos al Armeniei facilitează practicarea sporturilor de iarnă precum schiatul dar și cățărături. Armenia este membră activă a UEFA, FIB și a Federației Internaționale de Hochei pe Gheață (IIHF). Găzduiește și Jocurile Panarmene.

## Armenia la JO ca parte a URSS
Înainte de anul 1992, armenii participau la Jocurile Olimpice ca reprezentanți ai URSS-ului, obținând multe medalii. Primele medalii câștigate de un armean în istoria modernă a Jocurilor Olimpice a fost Hrant Shahinyan, care a câștigat două medalii de aur și două de bronz în proba de gimnastică de la Jocurile Olimpice de vară din 1952 de la Helsinki. În ultimul interviu luat înainte de moartea sa, el a declarat că „Sportivii armeni au fost nevoiți să-și întreacă cu mult adversarii pentru a fi acceptați în echipa sovietică. Dar, în ciuda acestor dificultăți, 90% din atleții armeni, componenți ai echipei olimpice sovietice, s-au întors cu medalii.”.

## Fotbal
La fotbal, echipa armeană care a avut cel mai mare succes în perioada sovietică a fost FC Ararat Erevan. Aceasta a reușit să câștige Liga Superioară a URSS în 1973 și să se claseze de două ori pe locul al doilea în 1971 și 1976. A ajuns până în sferturile Cupei Campionilor Europeni 1974-1975, reușind să învingă în retur pe Bayern München cu scorul de 1-0.
Echipa națională de fotbal a Armeniei a jucat primul meci ca țară independentă în 1992. Printre cei mai importanți jucători care și-au reprezentat țara la nivel internațional se numără Andranik Eskandarian, Andranik Teymourian, Edgar Manucharyan, Yura Movsisyan, Arthur Petrosyan, Sargis Hovsepyan, Roman Berezovsky,  Hamlet Mkhitaryan și fiul său Henrikh Mkhitaryan, golgheterul naționalei.

## Șah
Armenia a câștigat Campionatul European de Șah pe echipe la masculin în 1999 și la feminin în 2003. Levon Aronian a câștigat Cupa Mondială de Șah în 2005.

## Legături externe
- Comitetul Olimpic Armean